# Тауц
Тауц (рум. Tauț) — село у повіті Арад в Румунії. Адміністративний центр комуни Тауц.
Село розташоване на відстані 386 км на північний захід від Бухареста, 47 км на схід від Арада, 139 км на захід від Клуж-Напоки, 79 км на північний схід від Тімішоари.

## Населення
За даними перепису населення 2002 року у селі проживали 872 особи.
Національний склад населення села:
| Національність | Кількість осіб | Відсоток |
| -------------- | -------------- | -------- |
| румуни         | 846            | 97,0%    |
| українці       | 10             | 1,1%     |
| цигани         | 8              | 0,9%     |

Рідною мовою назвали:
| Мова       | Кількість осіб | Відсоток |
| ---------- | -------------- | -------- |
| румунська  | 851            | 97,6%    |
| українська | 9              | 1,0%     |
| циганська  | 8              | 0,9%     |